# Kolonia (województwo lubelskie)
Kolonia – kolonia w Polsce, położona w województwie lubelskim, w powiecie chełmskim, w gminie Wojsławice.
W latach 1975–1998 miejscowość należała administracyjnie do województwa chełmskiego.